# Björn Bjelfvenstam
Björn Bjelfvenstam (ur. 19 lutego 1929 w Uppsali) – szwedzki aktor filmowy.
W 1972 roku był głównym radiowym komentatorem finałowego koncertu Konkursu Piosenki Eurowizji na terenie Szwecji.

## Filmografia
Opracowano na podstawie materiału źródłowego.
- 1952: Trots
- 1952: Kvinnors väntan
- 1953: Skuggan
- 1955: Sommarnattens leende
- 1956: Last Couple Out
- 1957: Smultronstället
- 1959: Ryttare i blått
- 1960: Susanne
- 1960: Av hjärtans lust
- 1965: En historia till fredag
- 1971: Lavforsen – by i Norrland
- 1994: Tre Kronor
- 1994: Den vite riddaren